# Zodiaco - Sternzeichen
Zodiaco - Sternzeichen/The Zodiac è il ventunesimo album dei Rondò Veneziano pubblicato nel 1998 dalla Koch International e riedito nel 2008 dalla Deltadischi. È il secondo dei tre concept album pubblicati dal gruppo (successivo a Marco Polo e precedente a Luna di miele, Honeymoon), ispirato al tema dei segni zodiacali. Il brano "Toro-Terra" è stato riarrangiato e reinciso con il titolo di "Aspittamu 'u vientu" dal cantautore siciliano Vincenzo Spampinato, amico di Gian Piero Reverberi.

## Formazione
- Gian Piero Reverberi - direttore d'orchestra (eccetto Zodiaco diretto da Giuseppe Zuppone), pianoforte, tastiere
- Rondò Veneziano - orchestra

## Descrizione
L'album è stato mixato da Gian Piero Reverberi al Park Studio di Tutzing e il mastering è stato creato al DG Studio da Franco Fochesato;
I suoni addizionali sono stati programmati e registrati al DG Studio di Genova da Gian Piero Reverberi e Franco Fochesato;
La batteria, l'oboe e il flauto sono stati programmati e registrati al DG Studio di Genova da Sergio Barlozzi;
Il pianoforte è stato registrato all'Arco Studio di Monaco di Baviera da Klaus Strazicky;
Gli archi, le chitarre, i cori e i timpani sono stati registrato al Sator Studio di Monaco di Baviera da Klaus Strazicky;

## Tracce
Tutti i brani sono editi dalla Cleo Music AG e Koch Edizioni Musicali.
1. Zodiaco  (Gian Piero Reverberi e Giuseppe Zuppone) - 3:51
2. Acquario-Aria (Gian Piero Reverberi e Ivano Pavesi) - 4:55
3. Toro-Terra (Gian Piero Reverberi e Ivano Pavesi) - 4:54
4. Scorpione-Acqua (Gian Piero Reverberi e Ivano Pavesi) - 2:56
5. Ariete-Fuoco (Gian Piero Reverberi e Ivano Pavesi) - 2:17
6. Bilancia-Aria (Gian Piero Reverberi e Ivano Pavesi) - 6:00
7. Leone-Fuoco (Gian Piero Reverberi e Ivano Pavesi) - 3:48
8. Capricorno-Terra (Gian Piero Reverberi e Giuseppe Zuppone) - 3:53
9. Pesci-Acqua (Gian Piero Reverberi e Ivano Pavesi) - 3:22
10. Sagittario-Fuoco (Gian Piero Reverberi e Ivano Pavesi) - 2:43
11. Cancro-Acqua (Gian Piero Reverberi e Giuseppe Zuppone) - 3:34
12. Vergine-Terra (Gian Piero Reverberi e Ivano Pavesi) - 3:46
13. Gemelli-Aria (Gian Piero Reverberi e Ivano Pavesi) - 3:24

## Classifiche
| Paese    | Posizione raggiunta |
| -------- | ------------------- |
| Svizzera | 35                  |